# Исаенко, Николай Андреевич
Исаенко Николай Андреевич (18 декабря 1915 — 20 ноября 1996) — командир танковой роты 177-го танкового полка 64-й механизированной бригады 7-го механизированного корпуса 2-го Украинского фронта, старший лейтенант.

## Биография
Родился 18 декабря 1915 года в селе Лихачов, Козелецкого уезда Черниговской губернии (ныне — Носовский район Черниговской области) в семье крестьянина. Украинец. Член ВКП(б)/КПСС с 1941 года. В 1938 году окончил Нежинский техникум механизации сельского хозяйства. Работал техником в МТС Носовского района.
В 1938 году призван в ряды Красной Армии. Участник советско-финской войны 1939—1940 годов. В боях Великой Отечественной войны с июня 1941 года. Боевой путь Николай Исаенко начал у стен Ленинграда. Он участвовал в танковых десантах у Пулковских высот, на дальних и ближних подступах к городу; охранял дорогу, проложенную по льду Ладожского озера, участвовал в прорыве блокады.
За проявленную в боях смелость его назначают командиром подразделения самых отчаянных танкистов — разведчиков боем.
В 1944 году окончил курсы усовершенствования офицерского состава. Воевал на 2-м и 3-м Украинских фронтах.
Когда начались наступательные бои на 3-м Украинском фронте, первыми на оборонительные позиции гитлеровских войск врывались на своих машинах танкисты-разведчики под командованием Николая Исаенко. Первыми входили они, освобождая сёла и города, на территорию Румынии, Венгрии, Чехословакии.
В апреле 1945 года фашистские войска пытались выручить свои части, попавшие в «котёл». Однако советские танки во главе с передовым подразделением Исаенко помешали им добиться намеченной цели. 15 апреля 1945 года командир танковой роты 177-го танкового полка старший лейтенант Н. А. Исаенко, проводя разведку боем, с тремя танковыми экипажами прорывались к посёлку Чейч (Чехословакия). Дорогу им преградили высокие обрывистые горы. Единственный путь — по горной дороге, которую противник держал под непрерывным огнём. На ней бушевал огонь от взрывов снарядов и мин. Танкисты остановились.
Первым как и всегда отважился пройти по этой дороге Николай Исаенко. Взяв управление в свои руки, он повёл танк по огненному ущелью. Путь преграждали многочисленные взрывы, танк вздрагивал, но упрямо двигался вперед. Вдруг раздался сильнейший удар в броню машины. Почти одновременно Исаенко почувствовал невыносимую боль в правой руке. Пуля перебила кость. Кровь залила одежду. От боли потемнело в глазах…
«Надо пройти! Пройти!» — превозмогая боль, думал Николай Исаенко. И, взяв управление в другую руку, которая тоже была ранена, продолжал вести танк через пламя взрывов.
Ещё несколько метров и — дорога кончилась. Танк вышел на большую поляну. На ней Исаенко увидел вражеские пушки и миномёты — те самые, которые обстреливали дорогу. От потери крови кружилось и звенело в голове, тело охватила слабость. И всё же герой нашёл в себе силы смять танком вражеские орудия и миномёты. Огнём из орудий и гусеницами танкисты уничтожили тринадцать орудий и много гитлеровцев. Тяжело раненый Н. А. Исаенко продолжал руководить боем.
Его вынесли из танка на руках едва живого, отправили в госпиталь. Сохранили жизнь отважному танкисту, но руку пришлось ампутировать.
Указом Президиума Верховного Совета СССР от 15 мая 1946 года за мужество и героизм, проявленные при освобождении Чехословакии, старшему лейтенанту Николаю Андреевичу Исаенко присвоено звание Героя Советского Союза с вручением ордена Ленина и медали «Золотая Звезда» (№ 6683).
С 1950 года Н. А. Исаенко — в запасе. Окончил Высшую партшколу при ЦК КП Украины. Работал секретарём Менского райкома партии. Жил в Чернигове. Скончался 20 ноября 1996 года. Похоронен на Яцевском кладбище города Чернигова.
Награждён также орденами Красного Знамени, Отечественной войны 1-й и 2-й степени, Трудового Красного Знамени, медалями.
В Чернигове, на доме, где последние годы жил Герой, установлена мемориальная доска.